# Bedřichov (Blanskói járás)
Bedřichov község Csehországban, a Blanskói járásban. Bedřichov Kunštát, Černovice, Strhaře, Brumov, Lhota u Lysic, Kunčina Ves és Kozárov településekkel határos. Lakosainak száma 241 fő (2024. január 1.).

## Népesség
A település lakosságának változását az alábbi diagram mutatja:
| Lakosok száma | 428  | 435  | 417  | 344  | 268  | 255  | 248  | 241  | 231  | 241  |
|               | 1869 | 1900 | 1921 | 1961 | 1980 | 2011 | 2016 | 2019 | 2021 | 2024 |